# Kreis Kröben

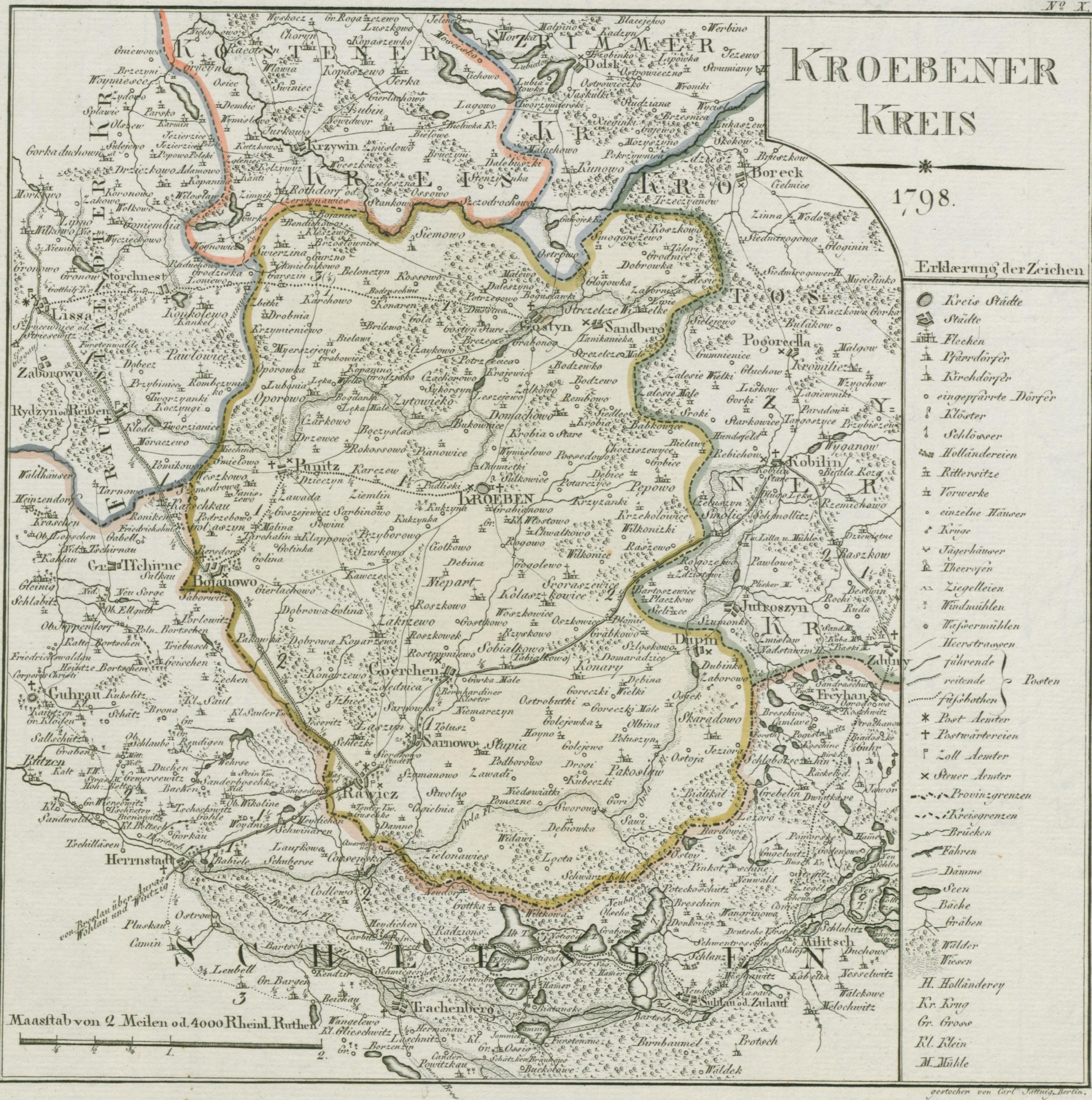
Der Kreis Kröben in Südpreußen

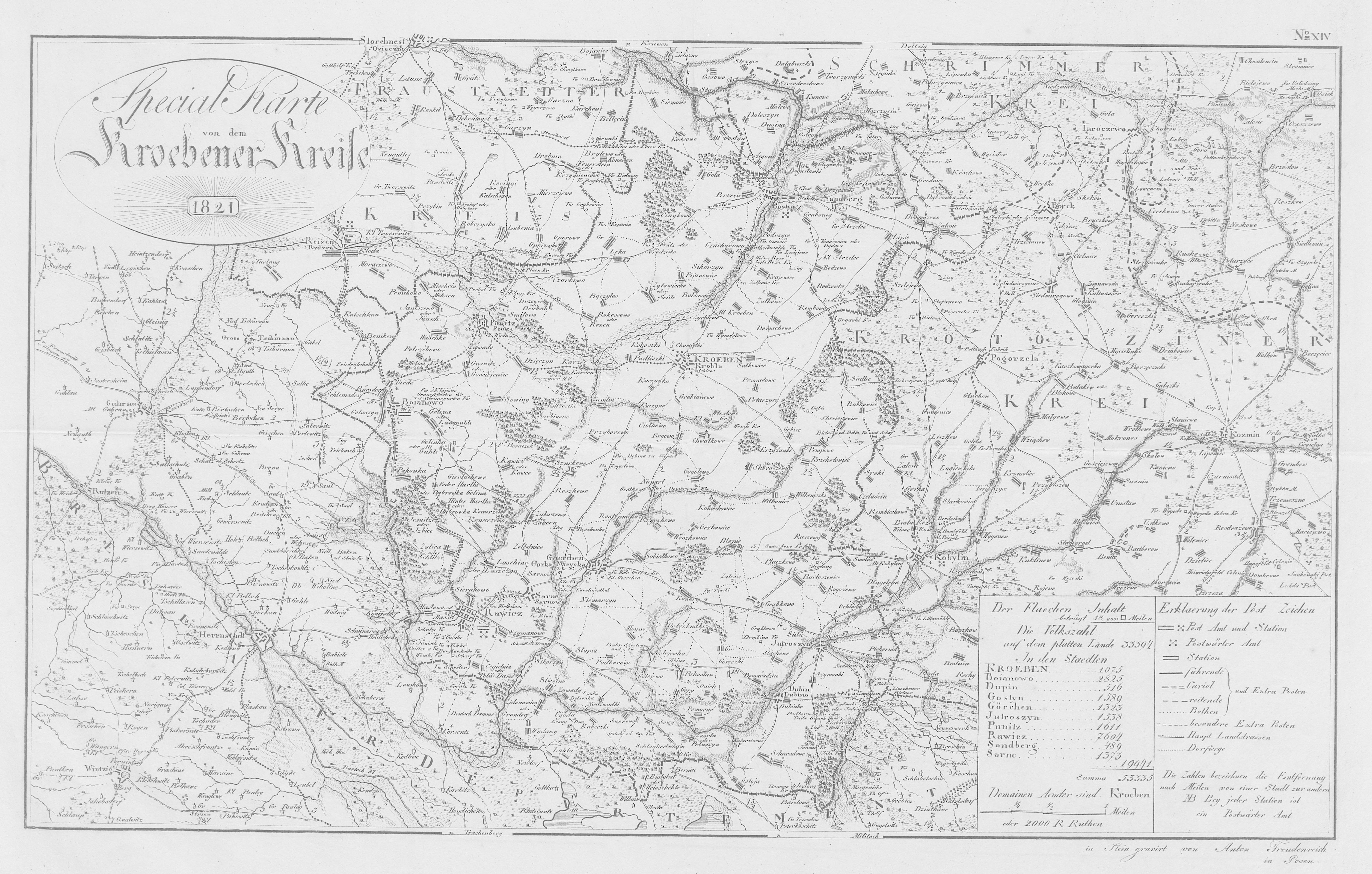
Der Kreis Kröben in der Provinz Posen

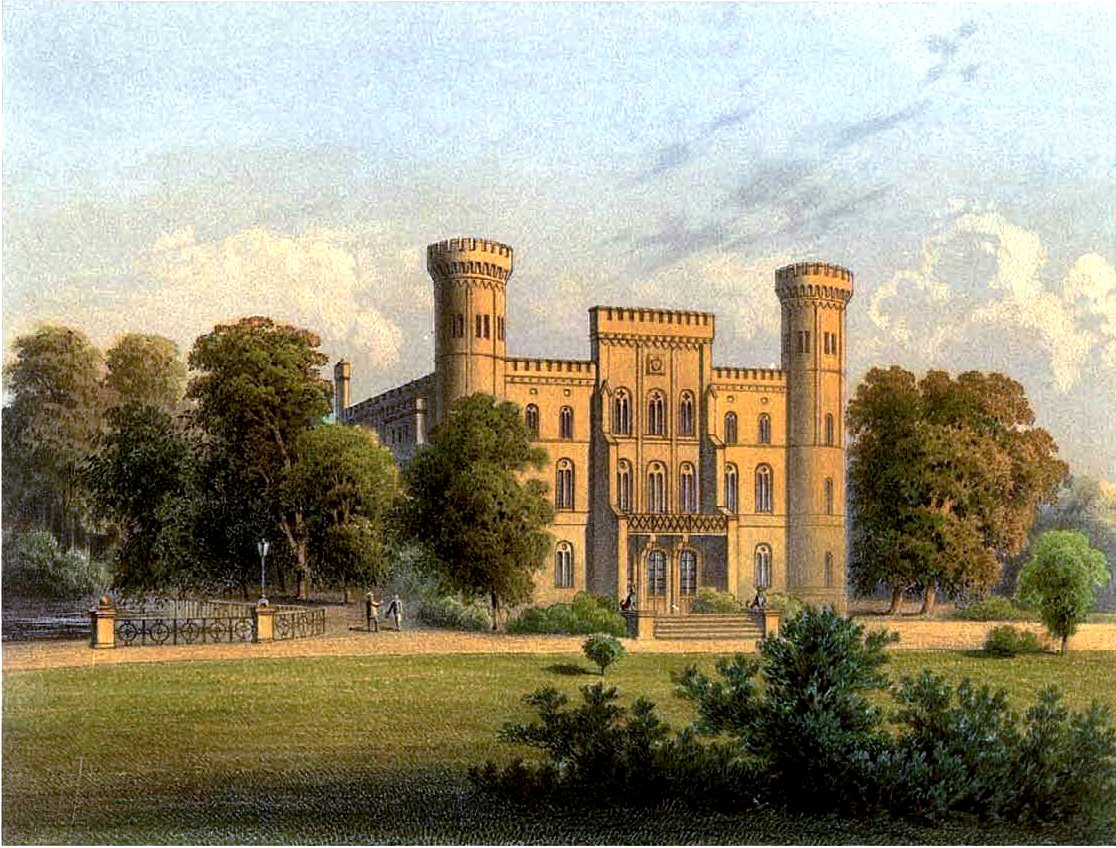
Schloss Rokosowo (dt. Rufen) um 1860, Sammlung Duncker

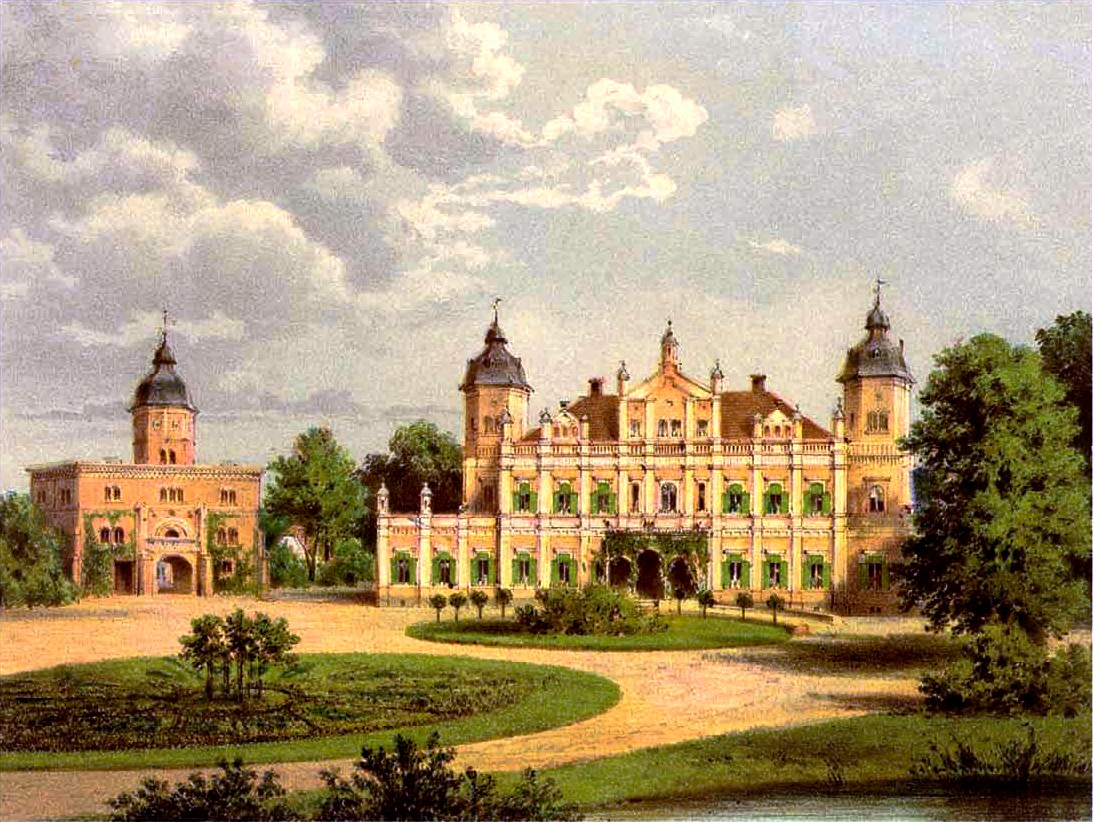
Schloss Golejewko um 1860, Sammlung Duncker

Der Kreis Kröben bestand von 1793 bis 1807 in der preußischen Provinz Südpreußen und von 1815 bis 1887 im Süden der preußischen Provinz Posen. Das ehemalige Kreisgebiet gehört heute zur polnischen Woiwodschaft Großpolen.

## Geschichte
Das Gebiet um die westpolnischen Städte Kröben und Rawitsch gehörte nach der Zweiten Teilung Polens von 1793 bis 1807 zum Kreis Kröben in der preußischen Provinz Südpreußen. Durch den Frieden von Tilsit kam das Gebiet 1807 zum Herzogtum Warschau und bildete nun einen Powiat der Präfektur Posen mit einem Unterpräfekt an seiner Spitze. Das Kreisgebiet fiel nach dem Wiener Kongress am 15. Mai 1815 erneut an das Königreich Preußen und wurde Teil des Regierungsbezirks Posen der Provinz Posen.
Bei den preußischen Verwaltungsreformen wurde zum 1. Januar 1818 im Regierungsbezirk Posen eine Kreisreform durchgeführt, bei der die Abgrenzung des Kreises Kröben nur geringfügig geändert wurde. Kreisstadt und Sitz des Landratsamtes wurde die Stadt Rawitsch.
Als Teil der Provinz Posen wurde der Kreis Kröben am 18. Januar 1871 Teil des neu gegründeten Deutschen Reichs, wogegen die polnischen Abgeordneten im neuen Reichstag am 1. April 1871 protestierten.
Am 1. Oktober 1887 wurde der Kreis Kröben aufgelöst. Aus der Südhälfte wurde der neue Kreis Rawitsch gebildet. Aus der Nordhälfte wurde der neue Kreis Gostyn gebildet, zu dem außerdem die Landgemeinden Jawory, Strumiany und Wycisłowo, die Landgemeinden und Gutsbezirke Daleszyn, Dusina, Koszkowo und Ostrowo sowie der Gutsbezirk Jeżewo des nördlich angrenzenden Kreises Schrimm kamen.

## Einwohnerentwicklung
| Jahr | Einwohner | Quelle |
| ---- | --------- | ------ |
| 1818 | 49.499    | [ 4 ]  |
| 1846 | 69.704    | [ 5 ]  |
| 1871 | 75.213    | [ 6 ]  |

Die Bevölkerung des Kreises bestand zu etwa 75 % aus Polen und zu etwa 25 % aus Deutschen.

## Politik

### Landräte
- 1793–179500Peter Boguslaus von Haza-Radlitz (1769–1817)[7]
- 1795–180600Heinrich von Grotthuss[8]
- 1818–183100Karl von Randow
- 1831–183800Stammer
- 1839–184800Ernst von Motz (1805–1858)[9]
- 1851–187700Bernhard Schopis (1819–1880)
- 1877–188200Arthur von Posadowsky-Wehner (1845–1932) (Freikonservative Partei)
- 1885–188700Eugen von Steinmann (1839–1899)[10]

### Wahlen
Der Kreis Kröben gehörte zum Reichstagswahlkreis Posen 5. Der Wahlkreis wurde bei allen Reichstagswahlen zwischen 1871 und 1887 von Kandidaten der Polnischen Fraktion gewonnen:
- 187100Roman Czartoryski
- 187400Roman Czartoryski
- 187700Roman Czartoryski
- 187800Roman Czartoryski
- 188100Casimir von Chlapowski
- 188400Casimir von Chlapowski
- 188700Adam Fürst Czartoryski

## Kommunale Gliederung
Zum Kreis Kröben gehörten die neun Städte Bojanowo, Dubin, Görchen, Gostyn, Jutroschin, Kröben, Punitz, Rawitsch, Sandberg und Sarne. Die Landgemeinden und Gutsbezirke waren anfangs in kleineren Woytbezirken (polnisch „wójt“ = deutsch „Vogt“) und später in größeren Polizeidistrikten zusammengefasst.

## Gemeinden
1871 gehörten die folgenden Gemeinden zum Kreis:
| - Alt Choyno - Alt Gostyn - Alt Guhle - Alt Kröben - Babkowitz - Bärsdorf - Bartoszewice - Bialykal - Bodzewko - Bodzewo - Bojanowo, Stadt - Bonczylas - Brzezie - Brzezie Abbau - Bukownica - Carolinenthal - Chwalkowo - Ciolkowo - Czachorowo - Czajkowo - Czarkowo - Czaykowo - Czeluscin - Damme - Dembionka - Dlonie - Domachowo - Domaradzic - Dombrowka golina - Dombrowka konarzewo - Drogi - Drogoszewo godurowo - Drogoszewo zalesie - Drzenczewo - Drzewce - Dubin, Stadt - Dubinko - Dzienczyin - Elencin - Gembice - Gerlachowo - Gogolewo - Gola - Golejewko | - Golejewo - Görchen, Stadt - Goreczki - Gory - Gostkowo - Gostyn, Stadt - Grabianowo - Grabonog - Grodnica - Grodzisko - Grombkowo - Groß Lenka - Groß Strzelcze - Gründorf - Gusswitz - Izbice - Janiszewo - Janowo - Jeziora - Jutroschin, Stadt - Karzec - Kawicz - Klein Lenka - Klein Strzelcze - Kokoszki - Kolaczkowice - Konary - Konarzewo - Kossowo - Krajewice - Kröben, Stadt - Krzyzanki - Kubeczki - Kuczyna - Kuczynka - Lang Guhle - Laszczyn - Lipie - Lonkta - Ludwinowo - Magdalenowo - Massel - Michalowo - Miechcin | - Nadstawy - Neu Choyno - Neu Dzienczyin - Neu Sielec - Niedzwiadki - Niemarzyn - Niepart - Oczkowice - Olbina - Osiek - Ostoje - Ostrobudki - Pakosław - Pakowko - Pasierby - Pawlowo - Pempowo - Pijanowice - Piskornia - Placzkowo - Podborowo - Podrzecze - Pomocno - Possadowo - Potarzyce - Przyborowo - Pudliszki - Punitz, Stadt - Raszewy - Rawitsch, Stadt - Rembowo - Rogowo - Rogozewo - Rokossowo - Rostempniewo - Roszkowo - Rzyczkowo - Sandberg, Stadt - Sarbinowo - Sarne, Stadt - Sarnowko - Schlemsdorf - Siedlec - Siemowo | - Sierakowo - Sikorzyn b. Kröben - Sikorzyn b. Rawitsch - Skoraszewice - Slonskowo - Slupia - Smilowo - Smogorzewo - Smolice - Sobialkowo - Sowiny - Sowy - Stwolno - Sulkowice - Sworowo - Szkaradowko - Szkaradowo - Szurkowo - Szymanowo - Szymonki - Tarchalin - Ugoda - Waschke - Wilkonice - Wilkoniczki - Woszczkowo - Wydartowo - Wydawy - Zaborowo - Zakrzewo - Zalesie b. Gostyn - Zalesie b. Jutroschin - Zaorle - Zawada - Zawady - Zdzientawy - Ziemlin - Ziolkowo - Zmyslowo - Zolendnice - Zychlewo - Zylice - Zytowiecko |